# Eurocoelotes anoplus
Eurocoelotes anoplus là một loài nhện trong họ Amaurobiidae.
Loài này thuộc chi Eurocoelotes. Eurocoelotes anoplus được Wladislaus Kulczynski miêu tả năm 1897.